# ニュースとやま645
『ニュースとやま645』は、NHK富山放送局で放送されている『NHKニュース』の富山県内向けのローカルニュース番組である。

## 放送時間
- 土曜日・日曜日・祝日 18:45 - 18:59（※年末年始は18:50 - 19:00に放送）（JST）
  - 18:53 - 18:55（年末年始は18:55 - 18:57）の東京から全国の気象情報を放送。

## キャスター
- 主にNHK富山放送局の契約キャスター（武田祐季、藤麻理亜、井上瑠菜）が原則として交替で担当しているが、契約キャスターが担当できない日はアナウンサーが担当。